# الطريق الرومانسي

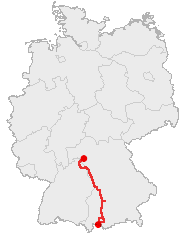

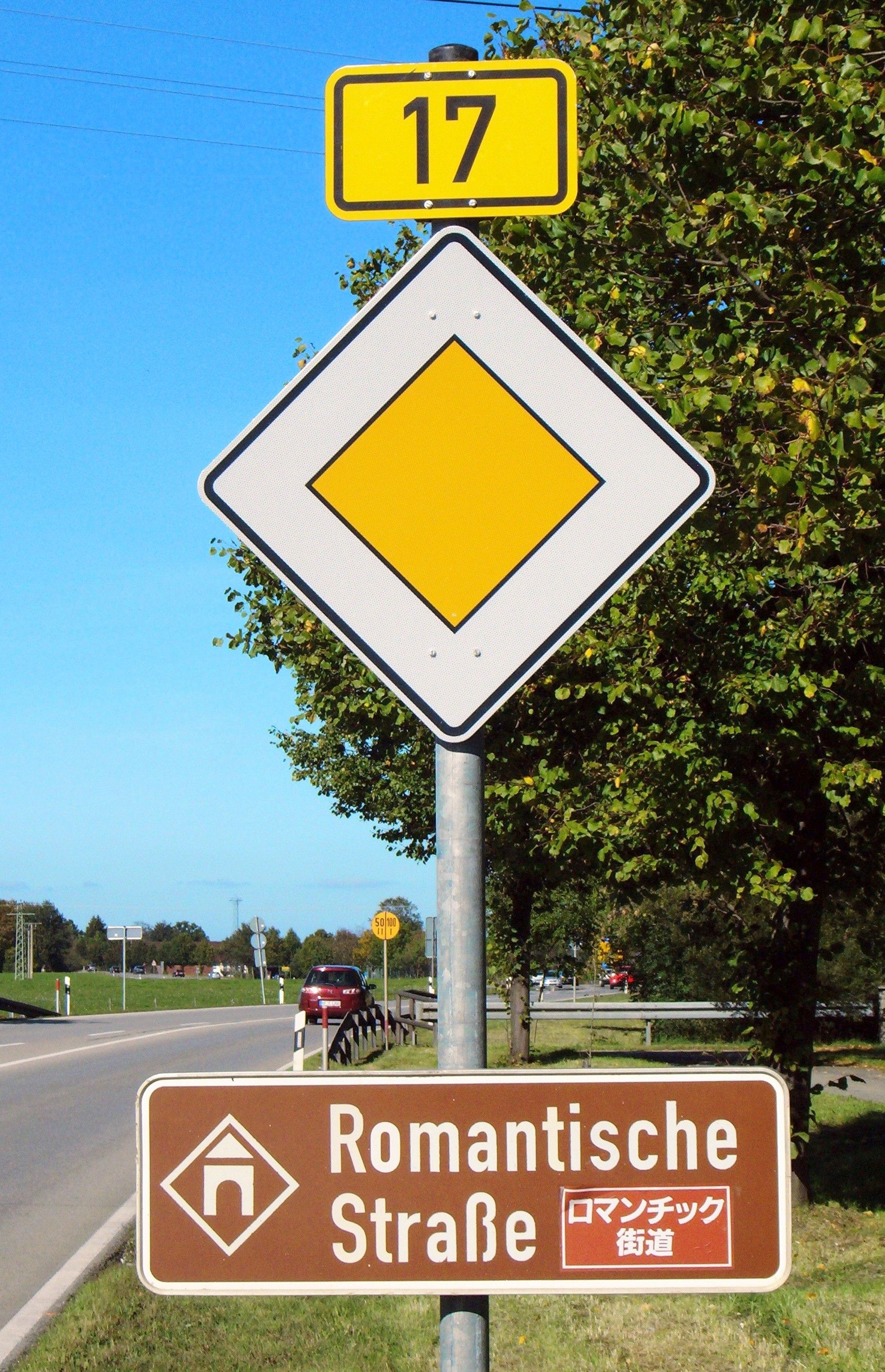
علامة مرورية على الطريق الرومانسي

Romantische Straße الطريق الرومانسي، هو مصطلح صاغته الوكلات السياحية في الخمسينات، لوصف الطريق السريع الممتد في جنوب ألمانيا بين مدينتي فورتسبورغ وفوسن البافاريتان مرورا بأوغسبورغ وروتنبورغ أوب در تاوبر وبلدات أخرى في ما يعرف ب شوابيا البافارية (Bayerisch-Schwaben). وتعتبر هذه المنطقة من قبل السياح (وخصوصا من الولايات المتحدة) وسيلة لأخذ فكرة عامة عن الطبيعة والثقافة الألمانتين.
يبلغ طول الطريق 350 كيلومتر وتمتد بين نهر ماين وجبال الألب قاطعا في أغلبه أراضي ولاية بافاريا وفي قسم صغير منه أراضي ولاية بادن-فورتمبيرغ.
و يوجد على يمينه وشماله كل ما يجلب النظر مثل مقر أمير فورتسبورغ وقصور نوشفانشتاين Neuschwanstein وهوهنشفانغاو Hohenschwangau، فضلا عن المزيد من القلاع والقصور الرائعة المحفوفة بطبيعة ساحرة نادرة.

## معرض صور

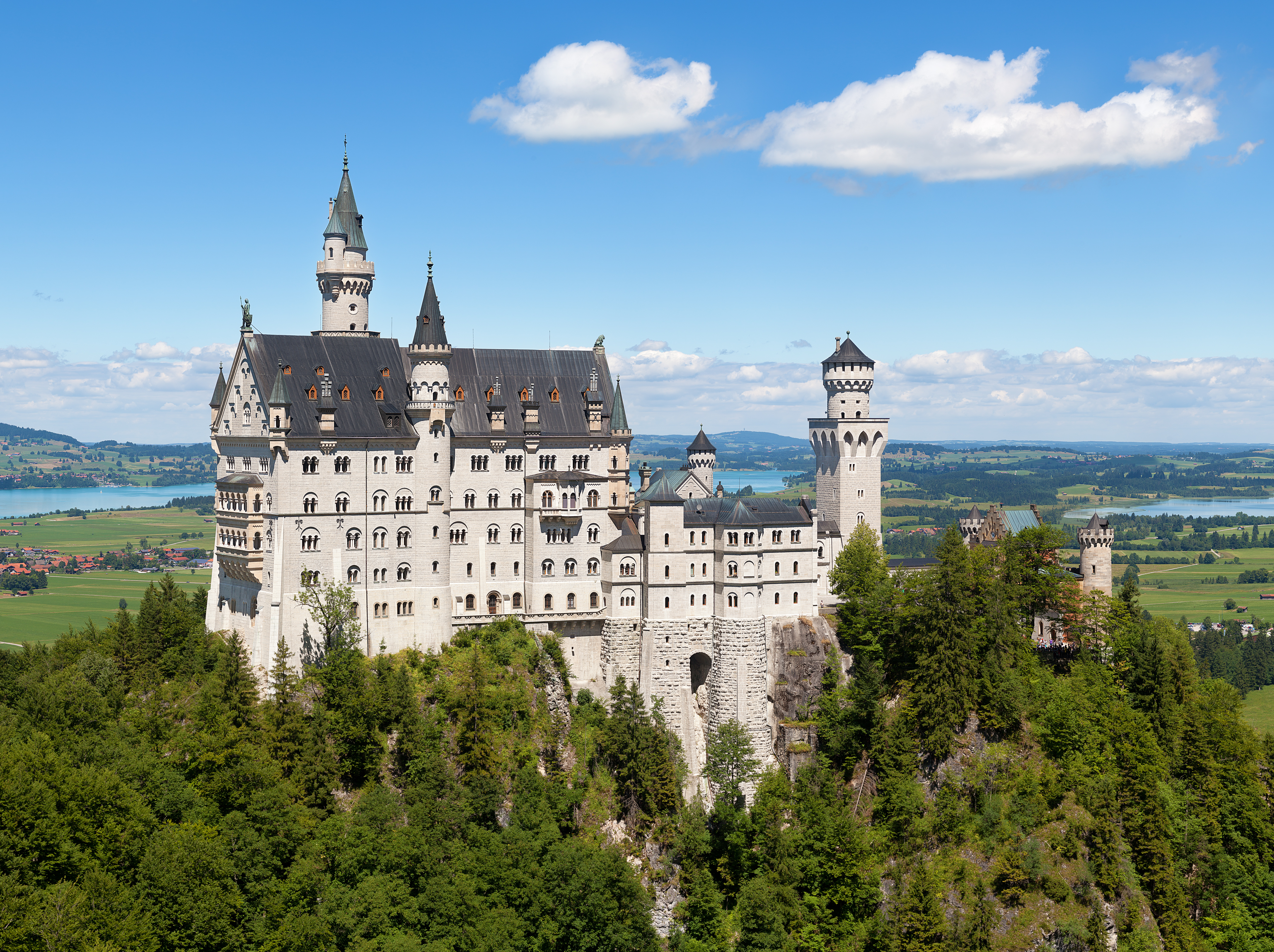
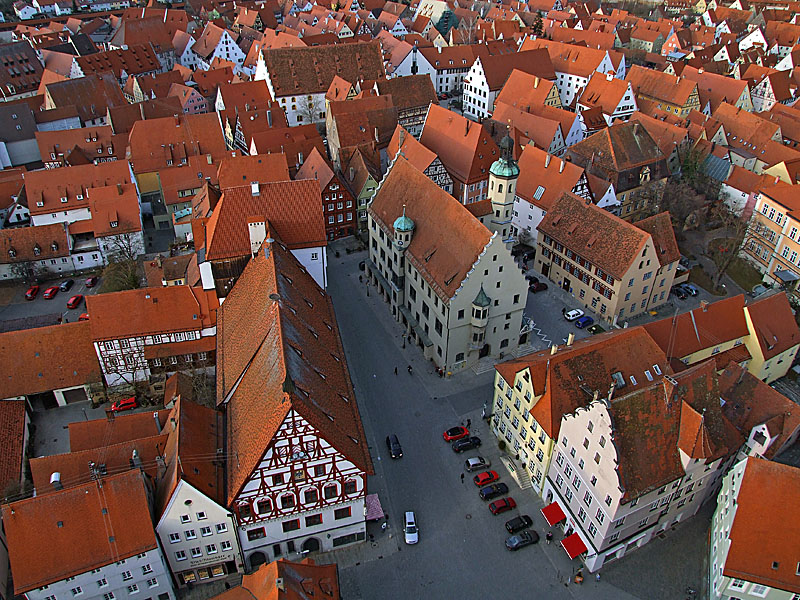
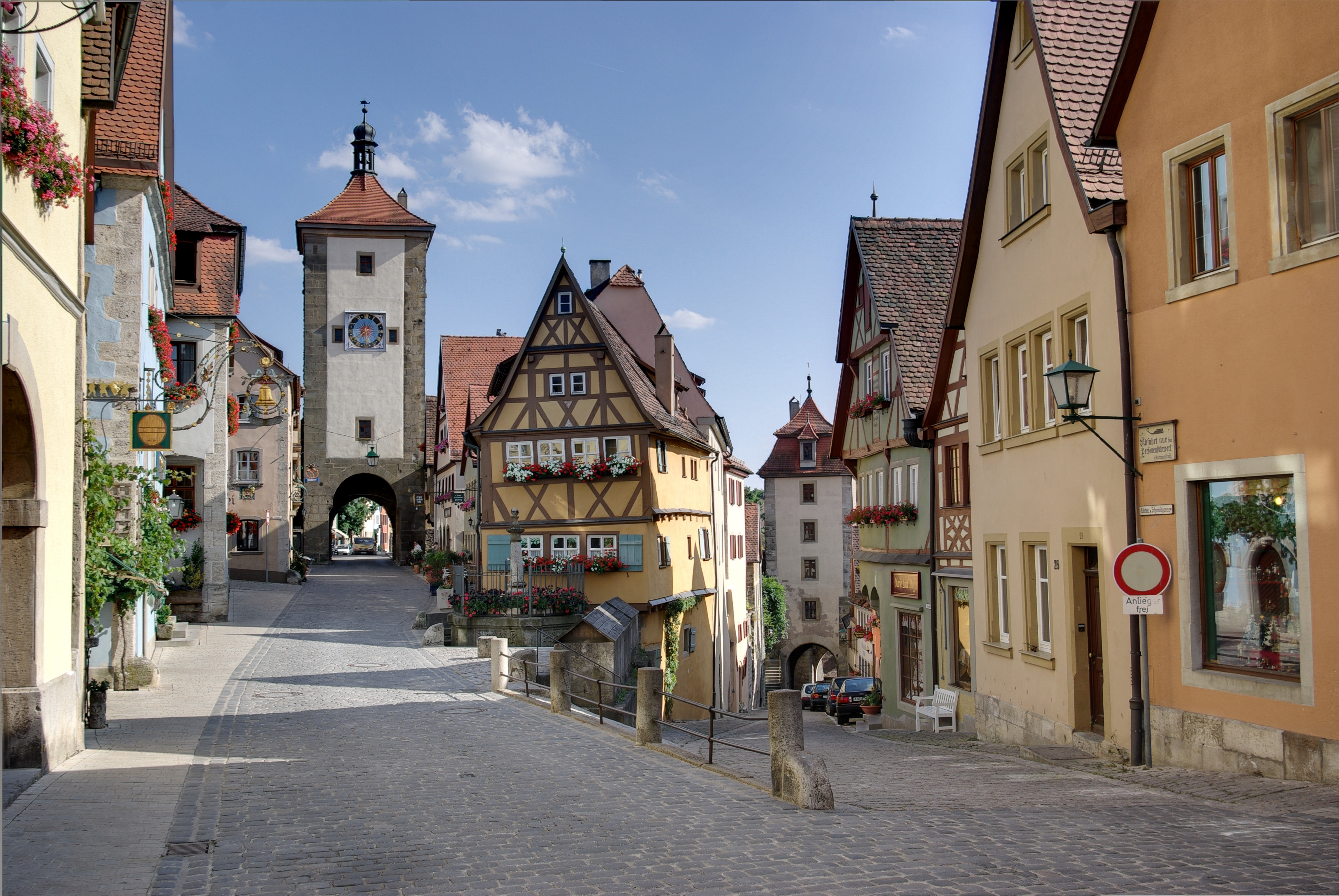
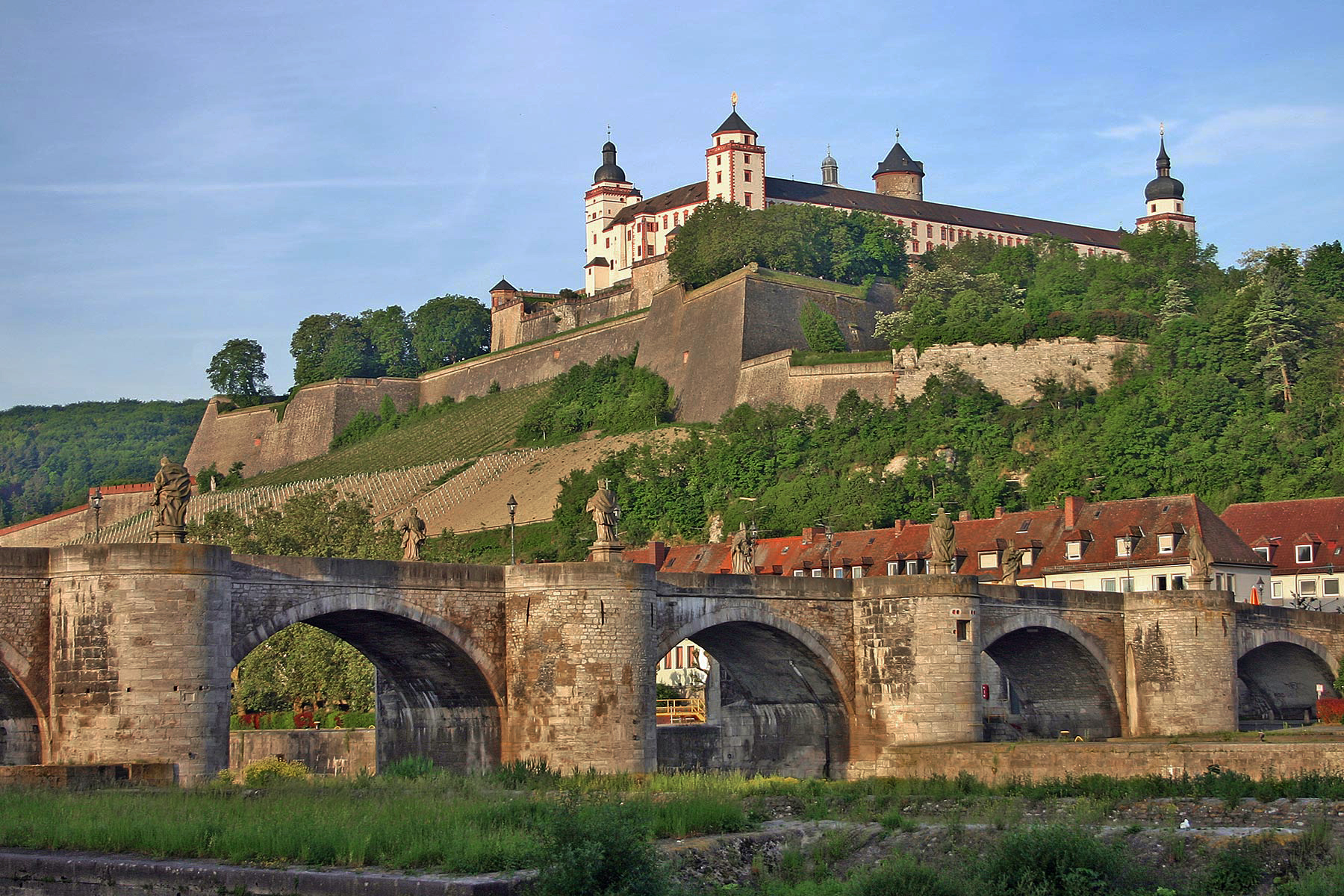
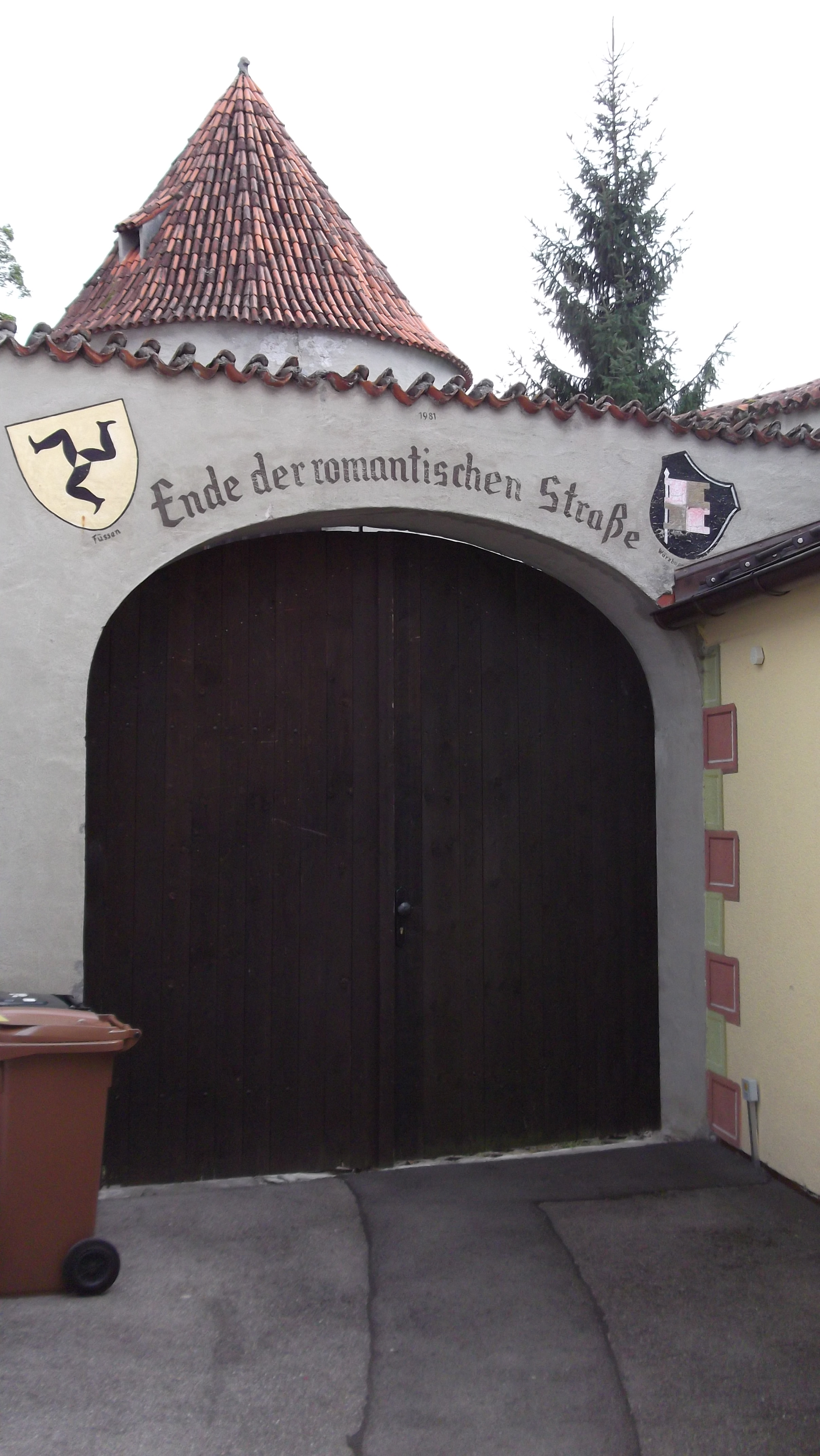

## وصلات خارجية
- www.romanticroad.com
- Official Website
- www.romantic-road-coach.de